# Lajas (Puerto Rico)
Lajas ist eine der 78 Gemeinden von Puerto Rico. Sie liegt an der Südküste von Puerto Rico. Sie hatte 2019 eine Einwohnerzahl von 22.010 Personen.

## Geschichte
Die Stadt liegt im Lajas-Tal und wurde 1883 von dem Xueta Teodoro Jacome Pagan gegründet. Xuetas (Chuetas) waren mallorquinische Juden (sephardische katalanische Juden). Katalanische Juden aus Mallorca waren Teil der frühen Siedler im Süden von Puerto Rico.
Die Leute aus der Siedlung El Combate im Barrio Boquerón sind als mata con hacha ("diejenigen, die mit Äxten töten") bekannt, basierend auf einer Folklore über einen Kampf um die Salinas, bei dem die Leute aus Cabo Rojo mit Äxten gegen die Leute aus der benachbarten Stadt Lajas kämpften. Weil die Leute aus Lajas sich offenbar mit Steinwürfen wehrten, sind sie als tira piedras ("die, die Steine werfen") bekannt.
Puerto Rico wurde nach dem Spanisch-Amerikanischen Krieg von Spanien unter den Bedingungen des Pariser Vertrages von 1898 abgetreten und wurde ein Territorium der Vereinigten Staaten. Im Jahr 1899 führten die Vereinigten Staaten ihre erste Volkszählung in Puerto Rico durch und stellten fest, dass die Bevölkerung von Lajas 8789 Einwohner betrug.

## Gliederung
Die Gemeinde ist in 12 Barrios aufgeteilt:
1. Candelaria
2. Costa
3. Lajas
4. Lajas barrio-pueblo
5. Lajas Arriba
6. Llanos
7. Palmarejo
8. Parguera
9. París
10. Plata
11. Sabana Yeguas
12. Santa Rosa

## Persönlichkeiten
- Luis Aponte Martínez (1922–2012), Geistlicher
- Ulises Aurelio Casiano Vargas (1933–2018), Geistlicher
- Jacobo Morales (* 1934), Filmemacher, Schauspieler und Schriftsteller
- Renoly Santiago (* 1974), Schauspieler, Sänger und Autor